# سماطية (إسطنبول)
سماطية (بالتركية: Samatya)‏ حي سكني يقع إدارياً ضمن الفاتح في تركيا.